# Grand-Pré
Grand-Pré kisebb település Kanadában, Új-Skóciában, Halifaxtól 75 km-re. A helység nevét Henry Wadsworth Longfellow „Evangeline” című verse tette híressé. Világörökségi helyszín, amely otthont ad a Grand-Pré National Historic Site-nak.

## Története
Acadiai telepesek alapították 1680-ban. A következő 75 év folyamán számos ütközet színhelye volt az angol és francia érdekeltségek között. 1755-ben az egész lakosságot kitelepítették; ezt örökíti meg Longfellow verse.

## Világörökségi helyszín
A Grand-Pré „mocsarai” és a közeli falvak romjai egy olyan kultúrtájat képeznek, amely tanúsítja azt az erőfeszítést, amely mezőgazdasági területet alakított ki a világ egyik szélsőségesebb árapályával megáldott tengerparti vidéken. Máig is fennáll a polderek, gátak és vízelvezetők rendszere, amelyet az acadiai telepesek építettek ki és később az ültetvényesek és modern utódaik vettek át.  Környékén több műemlék található az acadiai ősök és a kitelepítések megemlékezésére. 
2012-től szerepel a világörökség listáján.